# 크리스티안 클레멘스
크리스티안 클레멘스(Christian Clemens, 1991년 8월 4일, 노르트라인베스트팔렌주 쾰른 ~)은 독일의 축구 선수로, 현재 폴란드 엑스트라클라사의 레히아 그단스크에서 미드필더로 활약하고 있다.
그는 SC 바일러-폴코펜에서 축구를 시작하였고, 그가 10세가 되었을 때, 그는 1. FC 쾰른의 유소년팀으로 이적하였다. 그는 1-0으로 승리한 FC 장크트 파울리전에서 1군 데뷔를 치렀다. 2010년 12월, 그는 아인트라흐트 프랑크푸르트전에서 첫 골을 득점하였는데, 이 골을 경기의 1-0 결승골이 되었다.